# La gloria quedó atrás
La gloria quedó atrás é uma telenovela mexicana, produzida pela Televisa e exibida em 1962 pelo Telesistema Mexicano.

## Elenco
- Sara García
- Tony Carbajal
- Patricia Morán